# Michael Reiziger
Pour les articles homonymes, voir Reiziger.
Michael Reiziger (né le 3 mai 1973 à Amstelveen) est un footballeur international néerlandais. Il joue au poste de latéral droit ou de défenseur central, principalement à l'Ajax Amsterdam et au FC Barcelone.
Il remporte la Ligue des champions en 1995 avec l'Ajax, et participe à la Coupe du monde 1998 avec l'équipe des Pays-Bas.

## Palmarès

### En club
- Vainqueur de la Coupe Intercontinentale en 1995 avec l'Ajax Amsterdam
- Vainqueur de la Supercoupe d'Europe en 1995 avec l'Ajax Amsterdam
- Vainqueur de la Ligue des Champions en 1995 avec l'Ajax Amsterdam
- Champion des Pays-Bas en 1995 et en 1996 avec l'Ajax Amsterdam et en 2006 et en 2007 avec le PSV Eindhoven
- Champion d'Espagne en 1998 et en 1999 avec le FC Barcelone
- Vainqueur de la Copa del Rey en 1998 avec le FC Barcelone